# Pays du Perche ornais
Ne doit pas être confondu avec Pôle d'équilibre territorial et rural du Pays du Perche ornais.
Le Pays du Perche ornais, ou Syndicat intercommunal pour le développement du tourisme dans le Perche, est une ancienne structure de regroupement de collectivités locales française, située dans le département de l'Orne et la région Normandie. La structure est dissoute depuis 2015.

## Description
Avant sa disparition, le Pays du Perche ornais se composait de 111 communes issues de cinq intercommunalités :
- Communauté de communes du Haut-Perche
- Communauté de communes du Pays de Longny-au-Perche
- Communauté de communes du Perche rémalardais
- Communauté de communes du Perche sud
- Communauté de communes du Val d'Huisne

## Dissolution
Le pays est dissout en 2015 avec un transfert de compétences au pôle d'équilibre territorial et rural du Pays du Perche ornais au 16 juin 2015,.

## Sources
- [image] Conseil régional de Basse-Normandie, « Le maillage du territoire en Basse-Normandie », 1er janvier 2008 (consulté le 21 septembre 2008)